# Kütahya (Provinz)
Kütahya ist eine Provinz der Türkei. Ihre Hauptstadt ist das gleichnamige Kütahya.

## Geografie
Die Provinz hat 576.688 Einwohner (Stand 2020) auf einer Fläche von 11.632 km². Sie grenzt an die Provinzen Afyonkarahisar, Uşak, Manisa, Balıkesir, Bursa, Bilecik und Eskişehir.
Die Provinz Kütahya ist eine von acht Provinzen der Ägäisregion (türk. auch Ege Bölgesi). Sie hat einen Anteil von 13,02 % bei der Bevölkerung (Rang 6) und von 5,4 % bei der Fläche (Rang 7). Die Bevölkerungsdichte liegt an 8. Stelle. Kütahya hat 546 der 1213 Dörfer in der Region (45,0 %) und 28 der 194 Belediye (14,4 %).
Die Einwohnerdichte beträgt rund 50 Einwohner/km². Das Kfz-Kennzeichen hat die Nummer 43.

## Verwaltungsgliederung
Die Provinz gliedert sich in 13 Landkreise (İlçe):
| Kreis- code 1      | Landkreis          | Fläche 2 (km²) | Bevölkerung (2020) 3 | Bevölkerung (2020) 3       | Anzahl der Einheiten   | Anzahl der Einheiten  | Anzahl der Einheiten | Dichte (Ew./km²) | städt. Anteil (in %) | Sex Ratio 4 | Grün- dungs- da- tum 5, 6 |
| Kreis- code 1      | Landkreis          | Fläche 2 (km²) | Landkreis (İlçe)     | Verwal- tungssitz (Merkez) | Gemein- den (Belediye) | Stadt- viertel (Mah.) | Dörfer (Köy)         | Dichte (Ew./km²) | städt. Anteil (in %) | Sex Ratio 4 | Grün- dungs- da- tum 5, 6 |
| ------------------ | ------------------ | -------------- | -------------------- | -------------------------- | ---------------------- | --------------------- | -------------------- | ---------------- | -------------------- | ----------- | ------------------------- |
| 1132               | Altıntaş           | 941            | 15.835               | 5.322                      | 1                      | 5                     | 35                   | 16,8             | 31,74                | 997         | 1947                      |
| 1764               | Aslanapa           | 731            | 8.834                | 1.934                      | 1                      | 4                     | 31                   | 12,1             | 22,08                | 1009        | 1987                      |
| 1898               | Çavdarhisar        | 429            | 6.110                | 2.084                      | 1                      | 4                     | 23                   | 14,2             | 31,25                | 1075        | 1990                      |
| 1288               | Domaniç            | 539            | 14.545               | 5.146                      | 2                      | 8                     | 30                   | 27,0             | 46,18                | 1037        | 1960                      |
| 1790               | Dumlupınar         | 250            | 2.945                | 1.205                      | 1                      | 4                     | 10                   | 11,8             | 43,68                | 983         | 1987                      |
| 1304               | Emet               | 951            | 19.528               | 11.399                     | 1                      | 7                     | 37                   | 20,5             | 55,82                | 1064        |                           |
| 1339               | Gediz              | 1.193          | 49.787               | 24.669                     | 4                      | 25                    | 57                   | 41,7             | 62,96                | 1057        |                           |
| 1802               | Hisarcık           | 370            | 11.772               | 6.958                      | 1                      | 6                     | 25                   | 31,8             | 40,79                | 1061        | 1987                      |
| 1500               | Merkez Kütahya     | 2.470          | 272.513              | 253.335                    | 2                      | 69                    | 109                  | 110,3            | 93,06                | 1019        |                           |
| 1979               | Pazarlar           | 115            | 4.884                | 2.947                      | 1                      | 8                     | 7                    | 42,5             | 60,76                | 1059        | 1990                      |
| 1843               | Şaphane            | 1.515          | 62.237               | 26.436                     | 7                      | 36                    | 83                   | 41,1             | 63,18                | 1074        |                           |
| 1625               | Simav              | 229            | 5.850                | 2.790                      | 1                      | 7                     | 12                   | 25,5             | 49,25                | 1041        | 1987                      |
| 1671               | Tavşanlı           | 1.899          | 101.848              | 72.723                     | 5                      | 39                    | 87                   | 53,6             | 81,27                | 1010        |                           |
| 43 PROVINZ Kütahya | 43 PROVINZ Kütahya | 11.632         | 576.688              |                            | 28                     | 222                   | 546                  | 49,6             | 76,73                | 1026        |                           |

## Bevölkerung

### Ergebnisse der Bevölkerungsfortschreibung
Nachfolgende Tabelle zeigt die jährliche Bevölkerungsentwicklung am Jahresende nach der Fortschreibung durch das 2007 eingeführte adressierbare Einwohnerregister (ADNKS). Zusätzlich sind die Bevölkerungswachstumsrate und das Geschlechterverhältnis (Sex Ratio d. h. Anzahl der Frauen pro 1000 Männer) aufgeführt. Der Zensus von 2011 ermittelte 564.403 Einwohner, das sind genau 92.5000 Einwohner weniger als zum Zensus 2000.

| Jahr | Bevölkerung am Jahresende | Bevölkerung am Jahresende | Bevölkerung am Jahresende | Wachstums- rate der Be- völkerung (in %) | Geschlechter verhältnis (Frauen auf 1000 Männer) | Rang (unter den 81 Provinzen) |
| Jahr | gesamt                    | männlich                  | weiblich                  | Wachstums- rate der Be- völkerung (in %) | Geschlechter verhältnis (Frauen auf 1000 Männer) | Rang (unter den 81 Provinzen) |
| ---- | ------------------------- | ------------------------- | ------------------------- | ---------------------------------------- | ------------------------------------------------ | ----------------------------- |
| 2020 | 576.688                   | 284.575                   | 292.113                   | −0,44                                    | 1026                                             | 38                            |
| 2019 | 579.257                   | 285.020                   | 294.237                   | 0,23                                     | 1032                                             | 38                            |
| 2018 | 577.941                   | 284.675                   | 293.266                   | 0,99                                     | 1030                                             | 38                            |
| 2017 | 572.256                   | 282.661                   | 289.595                   | −0,24                                    | 1025                                             | 38                            |
| 2016 | 573.642                   | 283.955                   | 289.687                   | 0,38                                     | 1020                                             | 38                            |
| 2015 | 571.463                   | 282.816                   | 288.647                   | −0,02                                    | 1021                                             | 37                            |
| 2014 | 571.554                   | 282.810                   | 288.744                   | −0,09                                    | 1021                                             | 36                            |
| 2013 | 572.059                   | 283.574                   | 288.485                   | −0,24                                    | 1017                                             | 36                            |
| 2012 | 573.421                   | 284.909                   | 288.512                   | 1,62                                     | 1013                                             | 36                            |
| 2011 | 564.264                   | 279.162                   | 285.102                   | −4,44                                    | 1021                                             | 36                            |
| 2010 | 590.496                   | 305.634                   | 284.862                   | 3,27                                     | 932                                              | 36                            |
| 2009 | 571.804                   | 285.911                   | 285.893                   | 1,05                                     | 1000                                             | 36                            |
| 2008 | 565.884                   | 280.370                   | 285.514                   | −3,09                                    | 1018                                             | 36                            |
| 2007 | 583.910                   | 296.167                   | 287.743                   | −                                        | 972                                              | 35                            |
| 2000 | 656.903                   | 332.259                   | 324.644                   |                                          | 977                                              | 34                            |

### Volkszählungsergebnisse
Nachfolgende Tabellen geben den bei den 14 Volkszählungen dokumentierten Einwohnerstand der Provinz Kütahya wieder.
Die Werte der linken Tabelle sind E-Books (der Originaldokumente) entnommen, die Werte der rechten Tabelle entstammen der Datenabfrage des Türkischen Statistikinstituts TÜIK – abrufbar über diese Webseite:
| Jahr | Bevölkerung | Bevölkerung | Rang |
| Jahr | Provinz     | Türkei      | Rang |
| ---- | ----------- | ----------- | ---- |
| 1927 | 302.426     | 13.648.270  | 11   |
| 1935 | 347.682     | 16.158.018  | 14   |
| 1940 | 359.890     | 17.820.950  | 16   |
| 1945 | 384.625     | 18.790.174  | 16   |
| 1950 | 422.815     | 20.947.188  | 15   |
| 1955 | 331.879     | 24.064.763  | 33   |
| 1960 | 367.753     | 27.754.820  | 34   |

| Jahr | Bevölkerung | Bevölkerung | Rang |
| Jahr | Provinz     | Türkei      | Rang |
| ---- | ----------- | ----------- | ---- |
| 1965 | 398.081     | 31.391.421  | 35   |
| 1970 | 439.967     | 35.605.176  | 36   |
| 1975 | 470.423     | 40.347.719  | 35   |
| 1980 | 497.089     | 44.736.957  | 36   |
| 1985 | 543.384     | 50.664.458  | 37   |
| 1990 | 578.020     | 56.473.035  | 35   |
| 2000 | 656.903     | 67.803.927  | 34   |

Anzahl der Provinzen bezogen auf die Censusjahre:
- 1927, 1940 bis 1950: 63 Provinzen
- 1935: 57 Provinzen
- 1955: 67 Provinzen
- 1960 bis 1985: 73 Provinzen
- 1990: 73 Provinzen
- 2000: 81 Provinzen

## Erdbeben
In den Jahren 1896, 1930, 1944 und 1970 ereigneten sich große Erdbeben in der Region. Bei dem letzten Erdbeben von Gediz kamen 1100 Menschen ums Leben.